# Timbrea
Timbrea grec antic: Θύμβρα o Θύμβρη transcrit Thymbra o Thymbre) era una ciutat de la Troade, prop d'Ilium, segons diuen Homer, Esteve de Bizanci i Plini el Vell.
Estrabó diu que es trobava en una plana creuada pel riu Timbreu (llatí Thymbrium). La vall del Timbreu tenia com a punt principal el turó Callicolone, que segons William Smith, encara conservaven al seu temps els noms antics amb els que els menciona Homer. La ciutat va desaparèixer probablement abans del segle iv aC però el nom va romandre en un temple dedicat a Apol·lo, anomenat temple d'Apol·lo Thymbraios.